# Saint-Geniès
Saint-Geniès is een gemeente in het Franse departement Dordogne (regio Nouvelle-Aquitaine). De plaats maakt deel uit van het arrondissement Sarlat-la-Canéda. Saint-Geniès telde op 1 januari 2022 893 inwoners.
Bezienswaardig is het kasteel van Saint-Geniès.

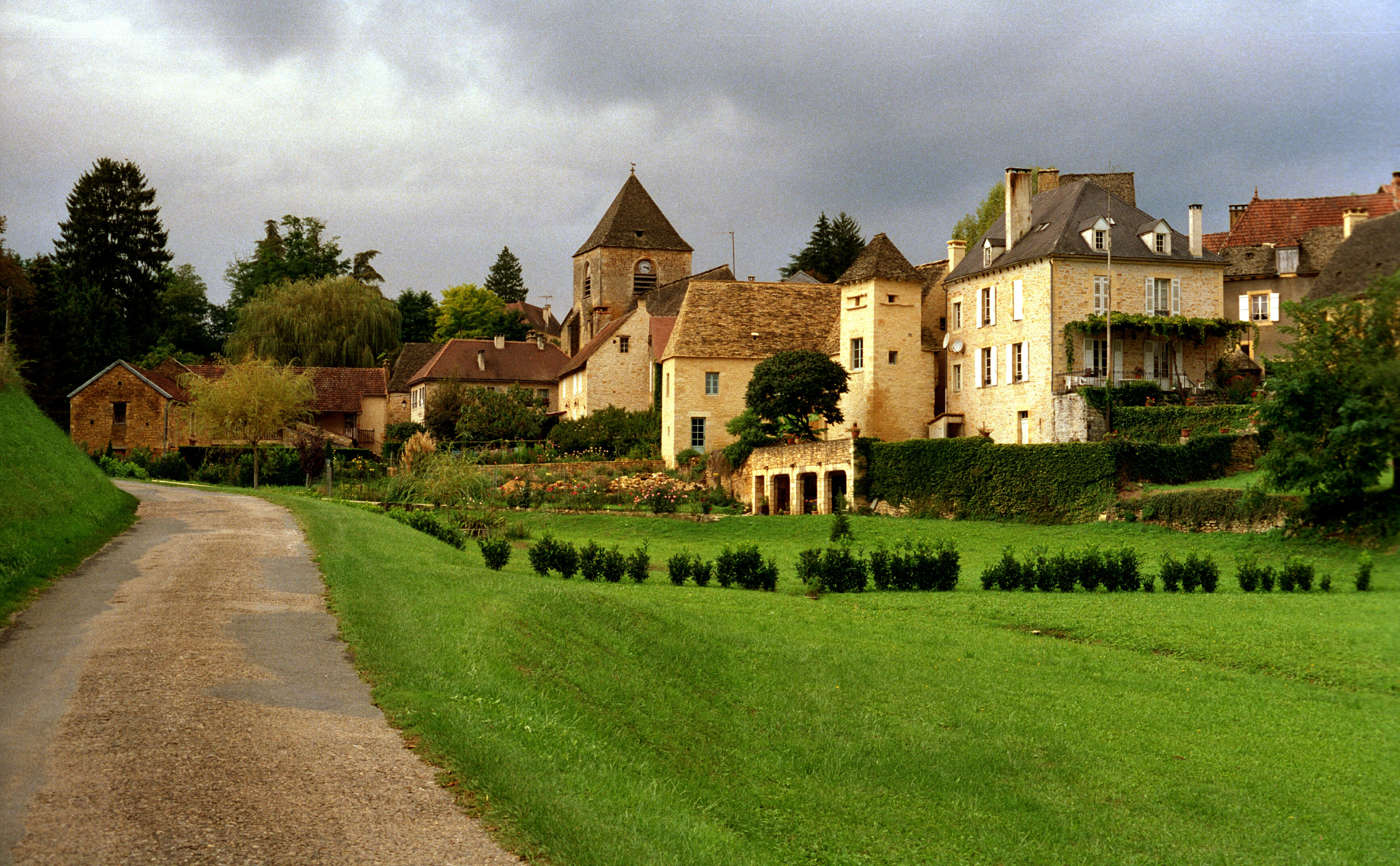
Saint-Geniès
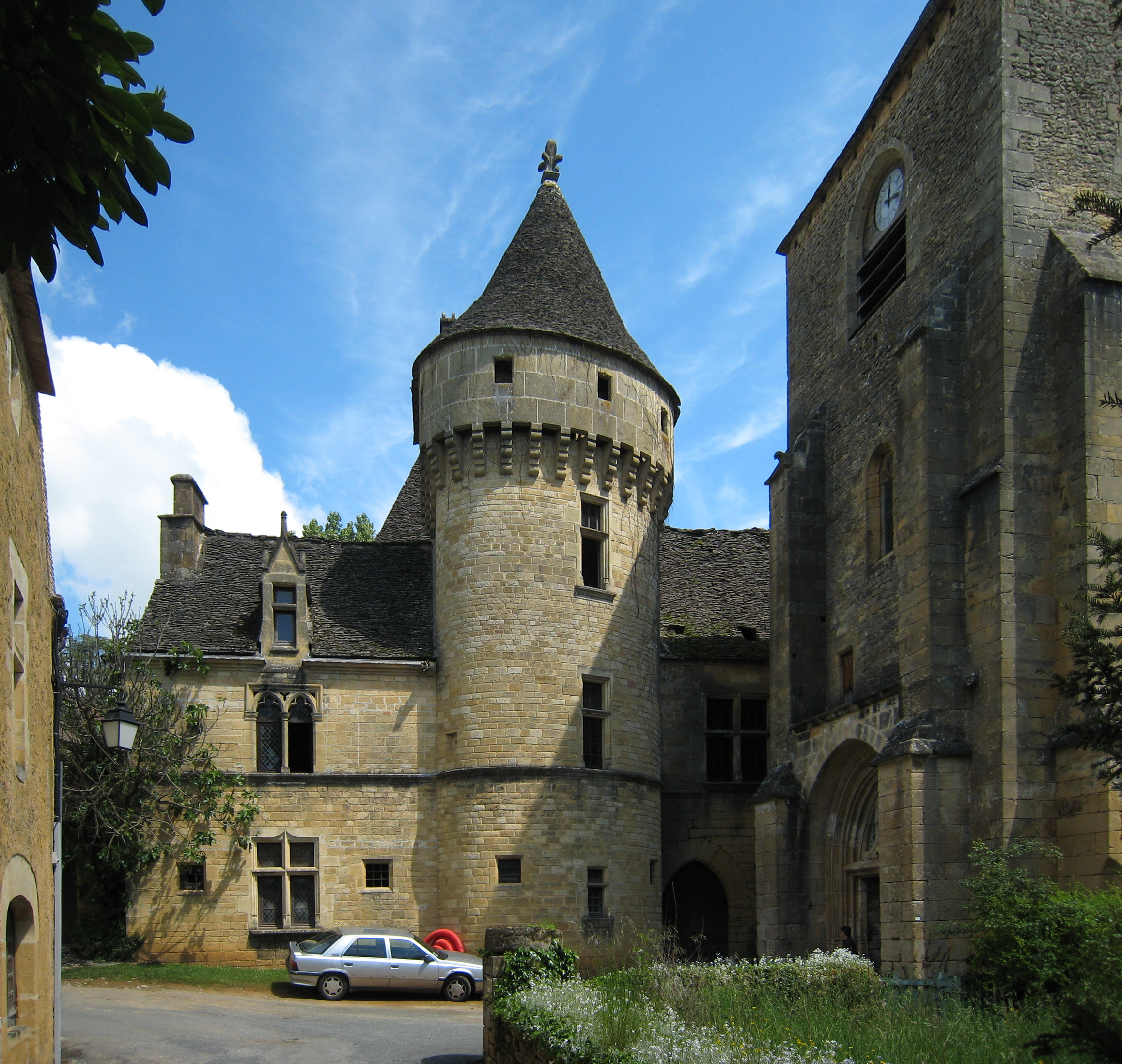
Kasteel van Saint-Geniès
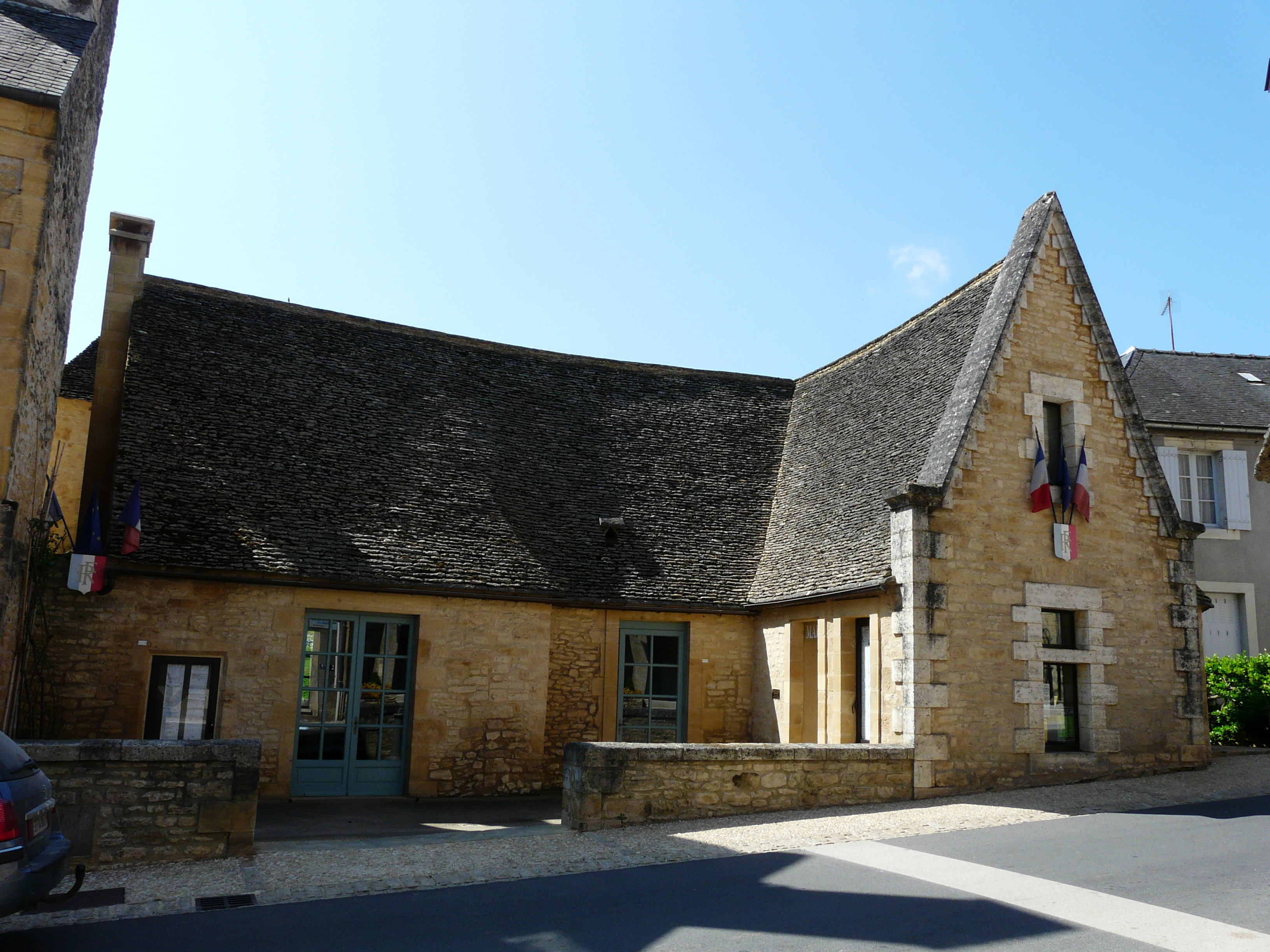
Gemeentehuis
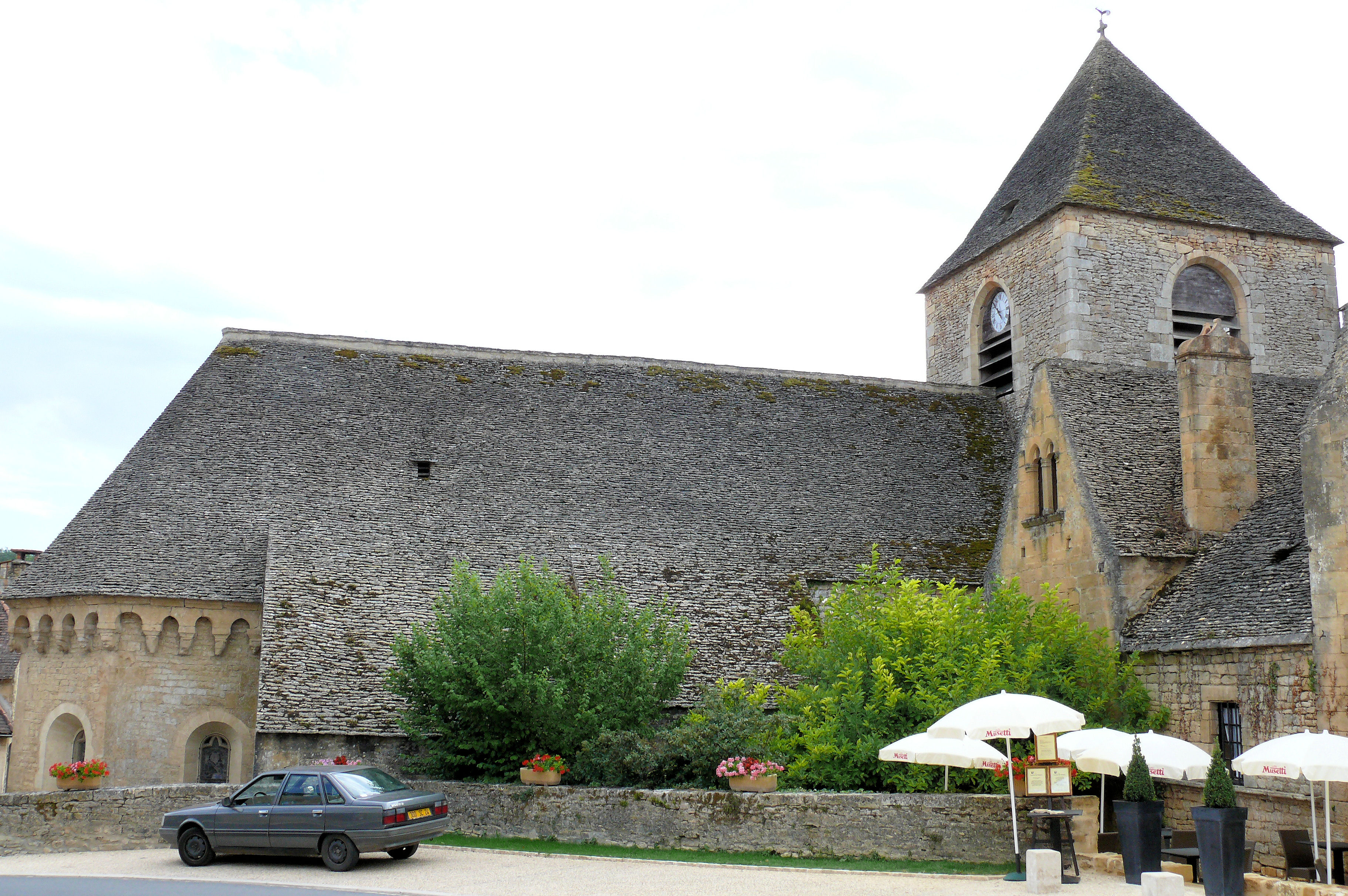
Kerk van Saint-Geniès

## Geografie
De oppervlakte van Saint-Geniès bedraagt 33,59 km², de bevolkingsdichtheid is 27 inwoners per km² (per 1 januari 2019).
De onderstaande kaart toont de ligging van Saint-Geniès met de belangrijkste infrastructuur en aangrenzende gemeenten.

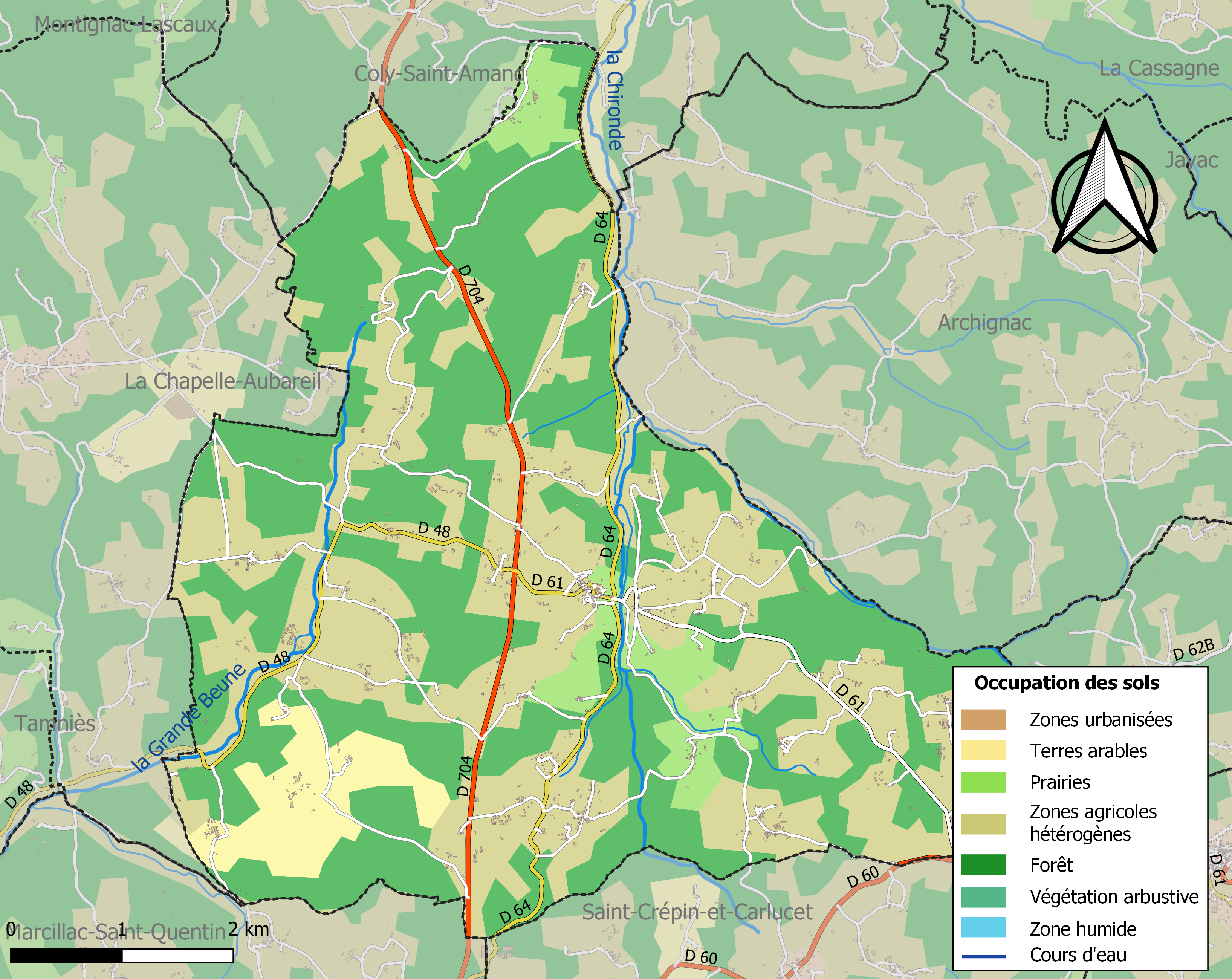

## Demografie
Onderstaande figuur toont het verloop van het inwonertal (bron: INSEE-tellingen).